# Filip Smaldone
Filippo Smaldone (ur. 27 lipca 1848 w Neapolu, zm. 4 czerwca 1923 w Lecce) – włoski duchowny katolicki, założyciel Zgromadzenia Sióstr Salezjanek Najświętszych Serc, święty Kościoła katolickiego.

## Życiorys
Filippo Smaldone pochodził z Neapolu, ale do seminarium został przyjęty w Rossano Calabro. 27 marca 1871 roku został wyświęcony na diakona, a w dniu 23 września 1871 święcenia kapłańskie. Jako kapłan zdobył doświadczenie pedagogiczne i założył specjalny dom dla głuchoniemych. 5 marca 1885 roku wyjechał do Lecce, gdzie otworzył wraz z trzema innymi siostrami zakład dla osób niesłyszących. Tam też założył Zgromadzenie Sióstr Salezjanek Najświętszych Serc. Zmarł 4 czerwca 1923 roku na skutek powikłań związanych z cukrzycą.
Beatyfikował go Jan Paweł II 12 maja 1996 roku, a kanonizował go Benedykt XVI 15 października 2006 roku.